# Jerzy Kochanowski
Jerzy Kochanowski herbu Korwin (zm. w 1633 roku) – kasztelan małogoski w latach 1625–1633, stolnik sandomierski w latach 1620–1625, dworzanin i sekretarz królewski w 1613 roku.

## Rodzina
Pochodził z zasłużonej dla kultury narodowej rodziny Kochanowskich herbu Korwin.
Był synem Piotra Kochanowskiego, chorążego sandomierskiego i Anny, córki Krzysztofa Odrzywolskiego herbu Nałęcz. Był bratankiem poety Jana i bratem stryjecznym Piotra (poety).

### Wywód genealogiczny
| 4. Piotr Kochanowski         |  |                      |  |  |                      |
|                              |  | 2. Piotr Kochanowski |  |  |                      |
| 5. Anna Odrowąż Białaczowska |  |                      |  |  |                      |
|                              |  |                      |  |  | 1. Jerzy Kochanowski |
| 6. Krzysztof Odrzywolski     |  |                      |  |  |                      |
|                              |  | 3. Anna Odrzywolska  |  |  |                      |
| 7. NN                        |  |                      |  |  |                      |
|                              |  |                      |  |  |                      |

## Kariera
- pełni różne funkcje finansowe w województwie sandomierskim (w 1613 i 1614 wybrano go szafarzem poborów tego województwa),
- od 1621 – sprawuje urząd ziemski stolnika sandomierskiego
- 10 lutego 1625 – zostaje mianowany  kasztelanem małogoskim. Jako senator pełni różne funkcje deputackie zlecane mu na sejmie[2]. Deputat z Senatu na Trybunał Skarbowy Koronny w 1627 roku[3].

Jerzy Kochanowski pisał się z Konar i na Kieszkowie. Urząd kasztelana sprawuje aż do śmierci w roku 1633. Kasztelanię małogoską objął po nim Sebastian Wołucki.
Z małżeństwa z Zuzanną Ostrowską pozostawił dwóch synów: Stanisława, dworzanina królewskiego (zm. 1650) i Jerzego (zm. 1677) oraz dwie córki: Zuzannę i Mariannę.